# クミコの笑顔で乾杯
クミコの笑顔で乾杯（クミコの・えがおで・かんぱい）はニッポン放送制作で2012年10月1日から2017年3月20日まで毎週月曜日に放送されていたトーク番組である。

## 概要
シャンソン歌手であるクミコが酒、ワイン、ビールといったアルコール飲料にまつわる様々なエピソード、およびそれらに合うレシピを紹介する。
番組はいずれも毎週月曜日放送であるが、大阪府の朝日放送（ABC、現：朝日放送ラジオ）のみ通年で、ニッポン放送が野球シーズン中のみ独立した番組で放送される以外は、野球オフシーズン番組内のフロート番組として全国ネットされている。特にLF、ABCは、やまやの単独協賛で提供していた「田崎真也今夜の一杯」の後継となっており「やまやプレゼンツ」の冠タイトルが付いている
このため、構成はABCと他の局とでは異なっており、以下のテーブルとなっている。
1. ABC　冒頭のあいさつ→ABC用の実質裏送りとなるタイトル・提供クレジット（那須恵理子）→CM2本→本編→CM3本→ABC用のタイトル・提供→お別れの挨拶
2. その他　タイトル・提供クレジット（増山さやか）→CM2本（ニッポン放送(LF)・東海ラジオ(SF)）、またはフィラー音楽かローカルスポンサーCM（それ以外）→冒頭のあいさつ→本編→お別れの挨拶（以上は各局共通）→CM3本→タイトル・提供（LF・SF）、またはフィラー音楽かローカルスポンサーCM（それ以外）

また、LFがスペシャルウィークに伴い、内包先の番組をフロート番組設定なしの特別内容で放送する場合には、当該週のみABCのみの単独放送となる場合がある。
2013年ナイターシーズンはLF、ABC、SFの3局のみでの放送となり、この期間中はSFがワイド番組内へ内包、LFとABCは単独番組となっていた。

## 放送時間

### 2012・13・14・15年度ナイターシーズンオフ
- 月曜18:50-19:00（独立番組　他局より50分程度の先行）　ABC（やまや提供）
- 月曜19:40ごろ-19:50ごろ　「松本ひでお 情報発見 ココだけ」（2012年度）、「大谷ノブ彦の〜今日も一日〜 Good Jobニッポン!」（2013年度）「今夜もオトパラ!」（2014・15年度）内包[1]
  - やまや提供　ニッポン放送、東海ラジオ
  - 協賛なし　青森放送、山形放送[2]、茨城放送、信越放送、新潟放送[3]、山梨放送、北日本放送、福井放送、和歌山放送[4]、山陰放送、山陽放送[2]、中国放送、西日本放送[2]、高知放送、大分放送[5]、ラジオ沖縄

### 2013・14・15年度ナイターシーズン中
- 月曜18:40頃-18:50頃　東海ラジオ（「チア・スポ」内包、10分ほど先行）
- 月曜18:50-19:00　ニッポン放送・ABC（同時ネット）
  - いずれの局もやまや提供
  - 地元勢のナイター中継実施日は放送休止[6]となるため、週によってはLFのみ[7]の放送となる場合もある